# Overpelt
Overpelt es una localidad y municipio de la provincia de Limburgo en Bélgica. Sus municipios vecinos son Hechtel-Eksel, Lommel, Neerpelt y Peer. Tiene una superficie de 40,8 km² y una población en 2018 de 15.478 habitantes, siendo los habitantes en edad laboral el 64% de la población. El 7% de la población son de los Países Bajos.

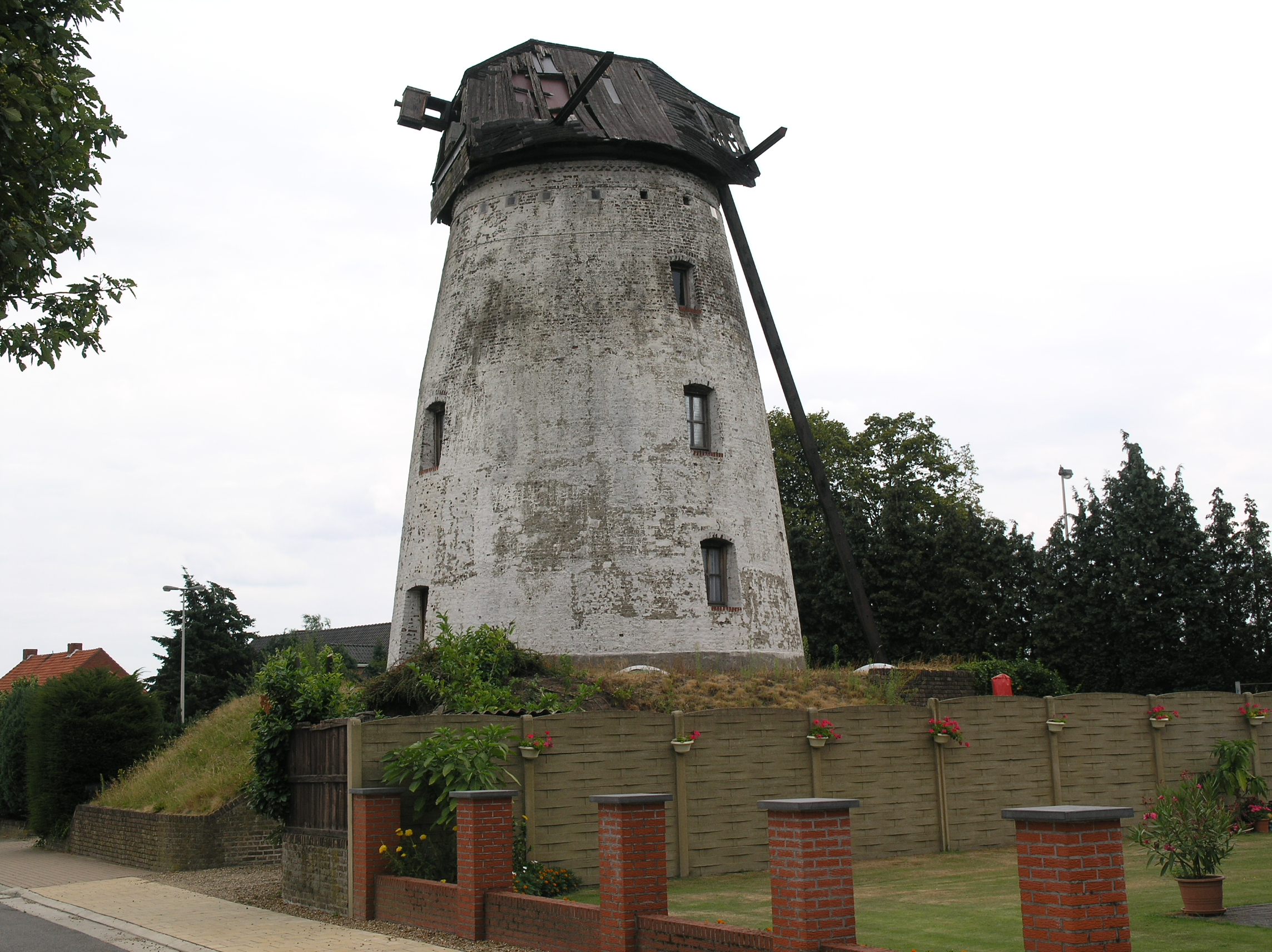

El municipio se compone de las siguientes localidades: Overpelt, Holheide, Overpelt-Fabriek y Lindelhoeven. Además hay dos aldeas más pequeñas y Haspershoven Heesakker. Debido a la extensión urbana lineal a lo largo de la carretera, ya no es posible ver la transición entre centros vecinales. El río Dommel fluye por el pueblo.
Overpelt tiene un gran hospital, el Mariaziekenhuis y hay muchos centros sanitarios, por ejemplo un hospital para esclerosis múltiple. La industria es también importante en Overpelt.

## Demografía

### Evolución
Todos los datos históricos relativos al actual municipio, el siguiente gráfico refleja su evolución demográfica, incluyendo municipios después de efectuada la fusión el 1 de enero de 1977.
| Gráfica de evolución demográfica de Overpelt entre 1846 y 2018 |
|                                                                |

## Personas notables de Overpelt
- Johan Devrindt, futbolista.
- Gérard Plessers, futbolista.